# Anders Håkansson (orienterare)
Anders Håkansson är svensk orienterare född 1985. Håkansson tog brons på SM kortdistans (medeldistans) 2003 i H18. Hans personliga rekord på 1 000 meter är 3,03. Han kommer ursprungligen från Hedemora och tävlar för OK Linné.